# Edward Wright (regatista)
Edward Wright (Nottingham, 13 de octubre de 1977) es un deportista británico que compite en vela en la clase Finn.
Ganó siete medallas en el Campeonato Mundial de Finn entre los años 2006 y 2023, y siete medallas en el Campeonato Europeo de Finn entre los años 2006 y 2018.

## Palmarés internacional
| \| Campeonato Mundial \| Campeonato Mundial \| Campeonato Mundial \| Campeonato Mundial \| \| Año \| Lugar \| Medalla \| Clase \| \| ------------------ \| ------------------------------ \| ------------------ \| ------------------ \| \| 2006 \| Split (Croacia) \| Medalla de bronce \| Finn \| \| 2010 \| San Francisco (Estados Unidos) \| Medalla de oro \| Finn \| \| 2011 \| Perth (Australia) \| Medalla de bronce \| Finn \| \| 2012 \| Falmouth (Reino Unido) \| Medalla de plata \| Finn \| \| 2013 \| Tallin (Estonia) \| Medalla de plata \| Finn \| \| 2014 \| Santander (España) \| Medalla de bronce \| Finn \| \| 2023 \| Miami (Estados Unidos) \| Medalla de oro \| Finn \| \| Campeonato Europeo \| \| \| \| \| Año \| Lugar \| Medalla \| Clase \| \| 2006 \| Palamós (España) \| Medalla de oro \| Finn \| \| 2009 \| Varna (Bulgaria) \| Medalla de bronce \| Finn \| \| 2010 \| Split (Croacia) \| Medalla de plata \| Finn \| \| 2013 \| Warnemünde (Alemania) \| Medalla de plata \| Finn \| \| 2014 \| La Rochelle (Francia) \| Medalla de bronce \| Finn \| \| 2017 \| Marsella (Francia) \| Medalla de plata \| Finn \| \| 2018 \| Cádiz (España) \| Medalla de oro \| Finn \| |                                |                   |       |
| Campeonato Mundial |                                |                   |       |
| Año | Lugar                          | Medalla           | Clase |
| 2006 | Split (Croacia)                | Medalla de bronce | Finn  |
| 2010 | San Francisco (Estados Unidos) | Medalla de oro    | Finn  |
| 2011 | Perth (Australia)              | Medalla de bronce | Finn  |
| 2012 | Falmouth (Reino Unido)         | Medalla de plata  | Finn  |
| 2013 | Tallin (Estonia)               | Medalla de plata  | Finn  |
| 2014 | Santander (España)             | Medalla de bronce | Finn  |
| 2023 | Miami (Estados Unidos)         | Medalla de oro    | Finn  |
| Campeonato Europeo |                                |                   |       |
| Año | Lugar                          | Medalla           | Clase |
| 2006 | Palamós (España)               | Medalla de oro    | Finn  |
| 2009 | Varna (Bulgaria)               | Medalla de bronce | Finn  |
| 2010 | Split (Croacia)                | Medalla de plata  | Finn  |
| 2013 | Warnemünde (Alemania)          | Medalla de plata  | Finn  |
| 2014 | La Rochelle (Francia)          | Medalla de bronce | Finn  |
| 2017 | Marsella (Francia)             | Medalla de plata  | Finn  |
| 2018 | Cádiz (España)                 | Medalla de oro    | Finn  |